# Linea nigra

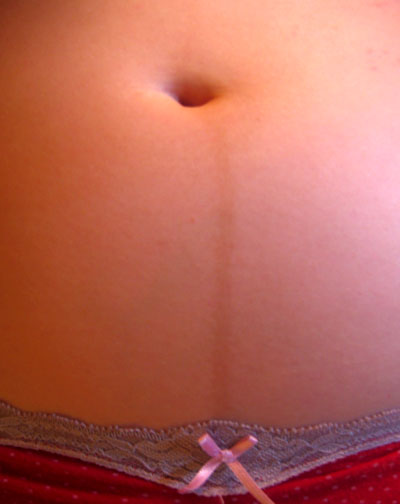
Linea nigra u ženy ve 22. týdnu těhotenství

Linea nigra (latinsky: „černá linie“) je svislá tmavá linie, která se objevuje na břiše těhotných žen zhruba ve třech čtvrtinách všech těhotenství. Nahnědlý pruh je obvykle zhruba centimetr široký a táhne se podél středové osy břicha od stydké oblasti po mečovitý výběžek hrudní kosti (processus xiphoideus), zjednodušeně přibližně po pupek.
Jedná se o druh hyperpigmentace, která je důsledkem estrogenem způsobené zvýšené produkce pigmentu melanin; jedná se o obdobný proces, při kterém dochází ke ztmavnutí prsních dvorců. Není však jasné, proč k tomuto procesu hyperpigmentace dochází uprostřed břicha.
Většinou se objevuje v průběhu druhého trimestru. Po porodu postupně mizí, v některých případech však nezmizí úplně. Vliv na jeho přítomnost po porodu má rovněž vystavení slunečnímu záření, díky němuž může být ještě více viditelná, či se po vymizení může opět objevit.